# Антиох Афродисије
Антиох Афродисије (познат и као Антиох Пандект или Антиох Палестински) је хришћански светитељ и монах. Родио се у 6. веку у Византији, у близини Анкире (данашња Анкара) у Малој Азији.
Подвизавао се као монах у манастиру Светог Саве Освећеног, у Палестини. Био је савременик и очевидац Византијско-персијског рата (602–628). Током овог рата био је сведок персијског освајања Јерусалима и рушења и пљачкања манастира по Палестини током 614. године. Био је познат по својим врлинама и светости. Познат је по томе што је написао књигу Пандекта, у сто тридесет глава. Преминуо је око 635. године.
Током врсте богослужења — Велико повечерје у Православној цркви се чита молитва Антиоха Афродисија „Молитва друга, Господу нашем Исусу Христу (Антиоха, монаха Пендекта)“.
И дај, Владико, нама, који одлазимо на спавање, одмор тела и душе, и сачувај нас од мрачнога сна греховиог, и од сваког тамног и ноћног сладострашћа; укроти насртаје страсти, угаси распаљене стреле лукавога које на нас подмукло лете; умири тело наше, и свако земно и вештаствено умовање наше успавај. И даруј нам, Боже, бодар ум, целомудрен разум, срце трезвено, сан лак и слободан од сваког ђавољег сањарења. И подигни нас у време молитве, утврђене у заповестима Твојим, и дубоко свесне закона Твојих. Даруј нам свеноћно славословље, да бисмо певали и хвалили и славили пречасно и величанствено име Твоје, Оца и Сина и Светога Духа, сада и увек и у векове векова. Амин.

Преславна Приснодјево, Мајко Христа Бога. принеси нашу молитву Сину Твоме и Богу нашем, да спасе Тобом душе наше.

## Пандект
Пандект (грч. Πανδέκτης της άγίας Γραφης) је књига коју је Антиох написао око 620. године. Састоји се од духовних мисли заснованих на Светом писму и на мислима светитеља који су живели пре Антиоха. Књига има 130 поглавља.
Неки од познатих цитата из Пандекта су:
 Ако су демони преклињали Господа да их не пошаље у бездан и молба им беше испуњена, колико ли ће пре бити услишене молитве нас који смо се обукли у Христа, када се молимо да се избавимо од умне (духовне) смрти? Посветимо се стога, молитви, јер је велика њена сила.
Појање је дар Божји анђелима и људима као начин заједничења са њим
У последњем поглављу Пандекта се налази списак јеретика од Симона Врача до следбеника северијанског Монофизитства.
Српска православна црква слави га 24. децембра по јулијанском, а 6. јануара по грегоријанском календару.